# 大嶋真由子
大嶋 真由子（おおしま まゆこ、1975年2月27日 - ）は、長崎文化放送(ncc)の社員で同局アナウンサー。長崎県長崎市出身。

## 人物
長崎県立長崎西高等学校、長崎大学卒業後の1997年に入社。既婚者で2児の母親。血液型はAB型。

## 担当番組
現在
- NCCスーパーJチャンネル長崎
- nccニュース

過去
- nccニュースウェイブ
- シリタカ! 【中継で長崎の情報を伝える。】